# Porsche SE
Porsche Automobil Holding SE, veelal afgekort tot Porsche SE, is een Duitse beursgenoteerde holding, opgericht in 2007. Het is grootaandeelhouder in en heeft voor meer dan 50% zeggenschap over Volkswagen AG, een van 's werelds grootste autoproducenten. Het heeft verder minderheidsbelangen in een beperkt aantal andere ondernemingen, maar deze vertegenwoordigen een fractie van de totale waarde van de Volkswagen aandelen.

## Investeringen
De Volkswagen groep bestaat uit twaalf merken in zeven Europese landen: Volkswagen Passenger Cars, Audi, SEAT, ŠKODA, Bentley, Bugatti, Lamborghini, Porsche, Ducati, Volkswagen Commercial Vehicles, Scania en MAN. Bovenop het aandeelhouderschap is Porsche SE voornemens om verdere strategische investeringen in de automotive waardeketen te doen. Dit omvangt het hele spectrum van basistechnologieën gericht op het ondersteunen van ontwikkeling en productie in voertuig- en mobiliteitsgerelateerde diensten.
Sinds september 2014 is Porsche SE voor ongeveer 10% aandeelhouder in het Amerikaanse technologieconcern INRIX Inc., als aanvulling op het bestaande belang in Volkswagen AG.
De winst was in 2020 met 107 miljoen euro zeer bescheiden en de omzet van 2,6 miljard euro was bijna volledig toe te schrijven aan het bezit van de Volkswagen aandelen.

## Aandeelhouders
In het voorjaar van 2017 besloot Ferdinand Piëch zijn aandelenbelang van 14,7% in Porsche SE te verkopen. Tegen de aandelenkoers van dat moment was het belang ongeveer een miljard euro waard. Porsche en een aantal familieleden van Piëch nemen een deel van zijn aandelenbelang in Porsche SE over.
- Gemeinsame Normdatei: 10189511-2
- Nationale Bibliotheek van Tsjechië: kn20091015032
- Virtual International Authority File: 145274503

Adidas · Airbus · Allianz · BASF · Bayer · Beiersdorf · BMW · Brenntag · Commerzbank · Continental · Covestro · Daimler Truck · Deutsche Bank · Deutsche Börse · Deutsche Post · Deutsche Telekom · E.ON · Fresenius · Hannover Rück · HeidelbergCement · Henkel · Infineon · Mercedes-Benz · Merck · MTU Aero Engines · Münchener Rück · Porsche AG · Porsche SE · Qiagen · RWE · Rheinmetall · SAP · Sartorius · Siemens · Siemens Energy · Siemens Healthineers · Symrise · Volkswagen · Vonovia · Zalando